# Wyższe Misyjne Seminarium Duchowne Zgromadzenia Ducha Świętego w Bydgoszczy

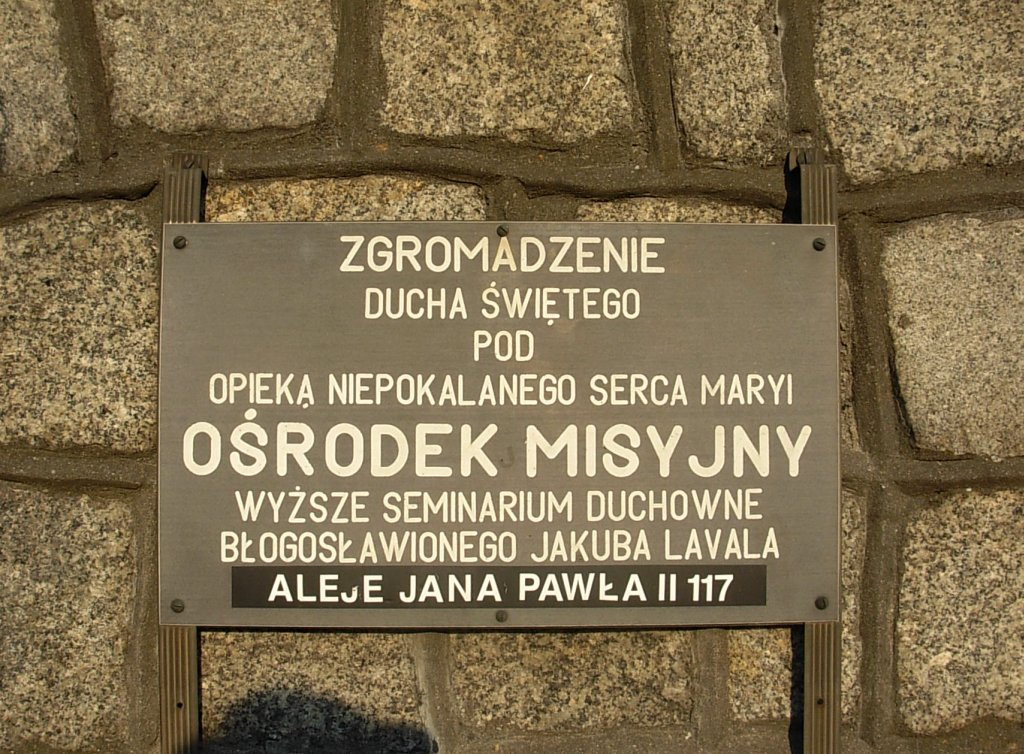
Tabliczka

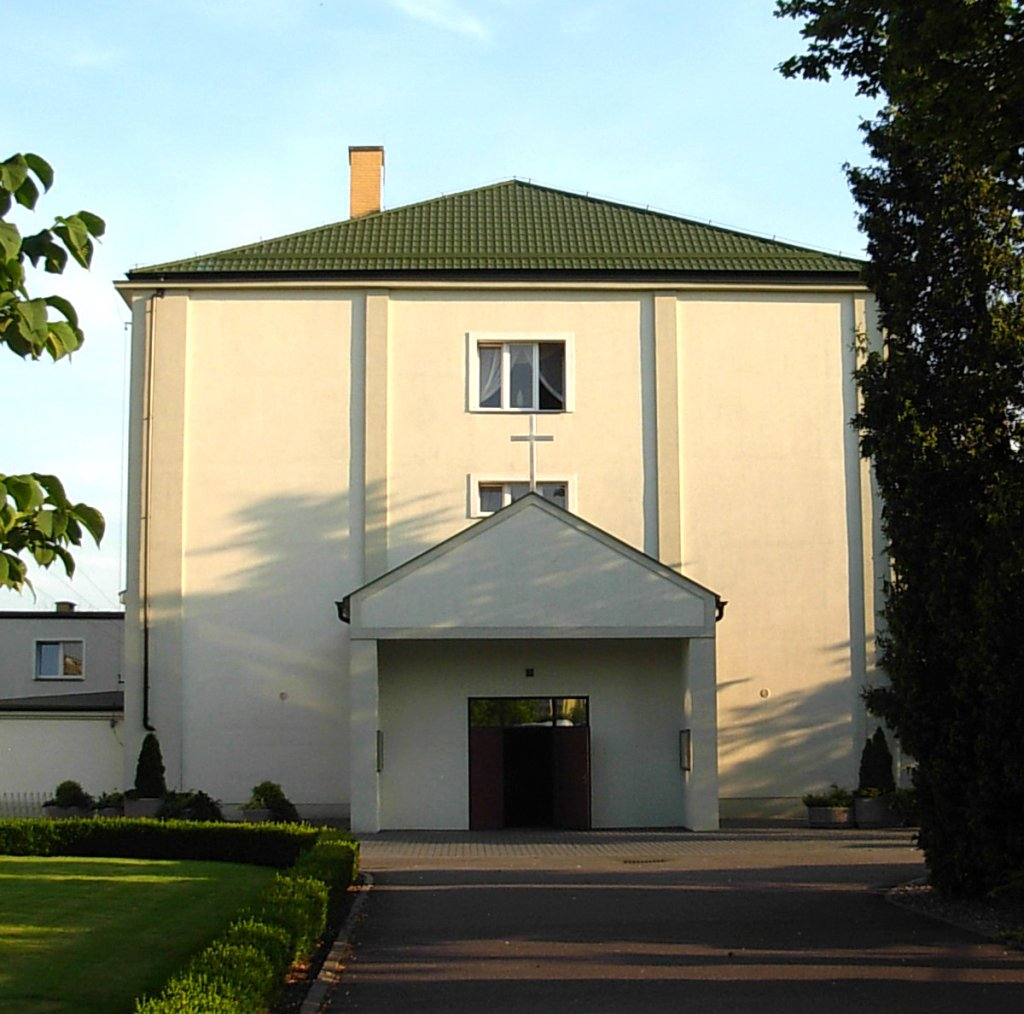
Kościół rektorski Ducha Świętego w Bydgoszczy

Wyższe Misyjne Seminarium Duchowne Zgromadzenia Ducha Świętego im. bł. Jakuba Lavala – katolickie seminarium duchowne przygotowujące do stanu duchownego i zakonnego duchaczy w prowincji polskiej, zlokalizowane w Bydgoszczy. 

## Charakterystyka
Wyższe Misyjne Seminarium Duchowne Zgromadzenia Ducha Świętego kształci kandydatów duchaczy do stanu duchownego. Zadaniem formacji seminaryjnej jest zdobywanie wiedzy teoretycznej oraz praktyczne przygotowanie do pracy duszpasterskiej zarówno w Kościele lokalnym, jak i na misjach zagranicznych. Oprócz działalności dydaktycznej służą temu liczne działania animacyjne, m.in. organizacja Tygodnia Misyjnego, akcje wakacyjne dla młodzieży męskiej, prowadzenie grup duszpasterstwa młodzieży, asysta przy nieuleczalnie chorych oraz praca z pensjonariuszami Pogotowia Opiekuńczego. Alumni uczestniczą również w europejskich spotkaniach nowicjatów oraz uczą się języków obcych poprzez wyjazdy na dwumiesięczne kursy językowe.
W wymiarze edukacyjnym Seminarium jest włączone w struktury Wydziału Teologicznego Uniwersytetu im. Adama Mickiewicza w Poznaniu. Codzienne nabożeństwa oraz coroczne święcenia prezbiteratu z udziałem alumnów seminarium odbywają się w kościele rektorskim pw. Ducha Świętego w Bydgoszczy. 

## Historia
Seminarium Zgromadzenia Ducha Świętego w Bydgoszczy powstało w 1976 r. z inicjatywy ówczesnego przełożonego ojca Józefa Kolaśnego CSSp. Prymas Polski kard. Stefan Wyszyński ustanowił i ze względu na sytuację polityczną w PRL ustnie zaaprobował powstanie nowego seminarium, tzw. Studia Domestica na terenie archidiecezji gnieźnieńskiej w Bydgoszczy, w obrębie domu prowincjonalnego duchaczy. Duchackie seminarium duchowne było pierwszą szkołą tego typu na terenie Bydgoszczy. 1 września 1975 nowicjat rozpoczęło 11 kandydatów do stanu kapłańskiego i zakonnego, a 26 września 1976 roku ośmiu przyszłych seminarzystów złożyło swoje pierwsze śluby zakonne.
W październiku 1976 roku w nowo otwartym seminarium rozpoczęto studia filozoficzne. Pierwszym rektorem seminarium został mianowany o. mgr Tadeusz Michalski CSSp, prefektem o. Zygmunt Kosielski CSSp, a ojcem duchownym o. Stanisław Foryś CSSp. 
W latach 80. XX w. w seminarium studiowało ok. 40 kleryków, a do grona profesorskiego należeli ojcowie duchacze z Bydgoszczy oraz kapłani z różnych diecezji: Gniezna, Poznania, Pelplina, Włocławka i Gdańska, w tym późniejsi biskupi (Edmund Piszcz, Marian Gołębiewski, Bogdan Wojtuś, Zbigniew Kiernikowski, Wojciech Polak). Od 2000 r. seminarium jest filią Wydziału Teologicznego Uniwersytetu im. Adama Mickiewicza w Poznaniu.
W latach 2004–2007 w pomieszczeniach Seminarium duchaczy funkcjonowało równolegle Wyższe Seminarium Duchowne Diecezji Bydgoskiej.

## Formacja
Formacja początkowa to okres, w którym kandydaci przygotowują się do złożenia ślubów zakonnych, po nowicjacie ślubów czasowych na okres trzech lat, a po pozytywnej opinii rady formacyjnej - ślubów wieczystych.

### Kandydaci na kapłanów
- I cykl
  - Postulat - trwa dwa lata. Dla kandydatów na kapłanów jest to czas studiów seminaryjnych z zakresu filozofii, w trakcie którego seminarzyści też poznają Zgromadzenie i życie zakonne. Bezpośrednio po postulacie rozpoczyna się nowicjat.
  - Nowicjat - czas nowicjatu daje szczególną sposobność do trwania na modlitwie, ćwiczenia się w cnotach i praktykowaniu życia wspólnotowego. Przygotowując się do przyszłego życia misyjnego, nowicjusze mają regularne zajęcia z języków francuskiego i angielskiego, poznają zagadnienia misyjne, a także prawo zakonne, historię Zgromadzenia, ze szczególnym uwzględnieniem historii Polskiej Prowincji. Nowicjat kandydatów do kapłaństwa i na braci zakonnych odbywa się razem po zakończeniu pierwszego etapu formacyjnego. Rozpoczyna on się uroczystymi nieszporami 7 września. Pierwsze śluby zakonne czystości, ubóstwa i posłuszeństwa nowicjusze składają 8 września następnego roku we wspomnienie Narodzenia NMP, na okres trzech lat. W tym dniu otrzymują habit, samodzielnie wykonany sznur, Regułę Życia, krzyż misyjny i szkaplerz Najświętszej Maryi Panny.
  - Staż misyjny - jest obowiązkowy w czasie formacji początkowej zgodnie z postanowieniami Kapituły Generalnej z 2012 roku. W trakcie odbywania stażu seminarzyści mają możliwość zapoznania się z inną kulturą oraz życiem i apostolstwem duchackim. Staż misyjny jest także niepowtarzalną okazją do sprawdzenia i poprawy umiejętności lingwistycznych.

- II cykl
  - Teologia - klerycy kończą duchackie Wyższe Misyjne Seminarium Duchowne Zgromadzenia Ducha Świętego z tytułem magistra teologii na Wydziale Teologicznym Uniwersytetu Adama Mickiewicza w Poznaniu.

### Kandydaci na braci zakonnych
- I cykl
  - Postulat - trwa zazwyczaj dwa lata, choć czas jego trwania może się zmienić w zależności od sytuacji, w jakiej znajduje się kandydat.
  - Nowicjat - wspólny dla kandydatów do kapłaństwa i na braci zakonnych
  - Staż misyjny

- II cykl

Obejmuje formację intelektualną i zawodową. Szczególnie istotna we formacji brackiej jest specjalizacja zawodowa, gdyż pozwala ona wykonywać ważne zadania w posłudze misyjnej oraz znaleźć właściwe miejsce we wspólnocie duchackiej.

## Siedziba
Seminarium mieści się w kompleksie prowincjalnym Zgromadzenia Ducha Świętego w południowej części miasta Bydgoszczy. Zabudowania wzniesione w latach 30. XX w. i sukcesywnie rozbudowywane po 1990 r. mieszczą m.in. kościół rektorski, klasztor, seminarium, bibliotekę, archiwum, redakcję „Posłańca Ducha Świętego” oraz muzeum misyjne.

## Rektor
Od 2010 roku funkcję rektora pełni o. dr Marek Walkusz CSSp. Urodzony w 1966 roku. W 1992 roku przyjął święcenia kapłańskie. Od 1994 do 2004 roku był mistrzem nowicjatu w Zgromadzeniu. Pracował na misjach w Senegalu, w mieście Kédougou.